# Kaltura
Kaltura — производитель программного обеспечения. Базируется в Нью-Йорке. Специализируется на мультимедийной рекламе.

## Решения
Система работает на движке, аналогичном движку вики, используя медиафайлы вместо текста. Пользователи могут создавать видео на сайте компании, объединяя уже имеющиеся в интернете файлы с открытых сайтов наподобие MySpace или YouTube, и с сайтов с контентом, находящимся в общественном достоянии, или распространяемым под лицензией Creative Commons, таких, как Flickr, ccMixter, Jamendo, и The New York Public Library. Вышедшее в результате видео может быть включено в страницы других сайтов и на них же воспроизведено.

## История
Kaltura была впервые представлена на выставке TechCrunch40 в Сан-Франциско 18 сентября 2007, и выиграла People’s Choice award (приз зрительских симпатий). 21 декабря 2007 Kaltura выиграла другой приз зрительских симпатий (в голосовании участвовало более 250 тысяч человек) в номинации Video Sharing на Mashable Open Web Awards.
Kaltura также применяется в Facebook.

## Партнёрство с фондом Викимедиа
Фонд Викимедиа и компания Kaltura разрабатывали проект, благодаря которому пользователи Википедии смогли бы снабжать статьи полноценным медиа-контентом. В основе технологического решения проекта лежит программное обеспечение видео-вики, которое было бы подключено к платформе Медиавики как расширение, и позволило пользователям редактировать изображения, звук, диаграммы, анимацию и видео так же легко, как сейчас они правят текст.
На данный момент приоритеты Kaltura изменились и они больше не могут работать над этим проектом.
- WikiEducator Архивная копия от 3 февраля 2008 на Wayback Machine
- Kaltura

Совместный видеопроект доступен как open source по следующей ссылке: http://sourceforge.net/projects/kaltura/ Архивная копия от 13 февраля 2008 на Wayback Machine.
Комментировать, предлагать, докладывать об ошибках можно на странице отзывов.
Больше можно узнать на сайте Викимедиа Архивная копия от 26 марта 2017 на Wayback Machine.

## Статьи

### Англоязычные
- TechCrunch Архивная копия от 14 сентября 2016 на Wayback Machine 26 ноября 2007
- Computer Business Review  (недоступная ссылка с 12-08-2013 [4358 дней] — история, копия) 22 ноября 2007
- Venture Beat Архивная копия от 8 ноября 2016 на Wayback Machine 28 сентября 2007
- ZDNet Архивная копия от 2 февраля 2008 на Wayback Machine 19 сентября 2007
- BuzzMachine Архивная копия от 24 января 2008 на Wayback Machine 1 октября 2007
- Gartner (недоступная ссылка) 28 сентября 2007
- Интервью с Шей Давидом, главным директором Kaltura (аудио) 24 декабря 2007

### Русскоязычные
- В Wikipedia появятся видеоролики — Московский комсомолец, 22 января 2008
- На страницах Wikipedia появятся видеоролики — Компьюлента, 22 января 2008
- В "Википедию" вставят видео — webplanet.ru, 18 января 2008